# تجمع المزرعة (المحفد)

تعديل مصدري - تعديل

تجمع المزرعة هو أحد التجمعات البدوية في عزلة المحفد بمديرية المحفد التابعة لمحافظة أبين، بلغ تعداد سكانها 53 نسمة حسب تعداد اليمن لعام 2004.